# Ženy během ruské invaze na Ukrajinu (2022)

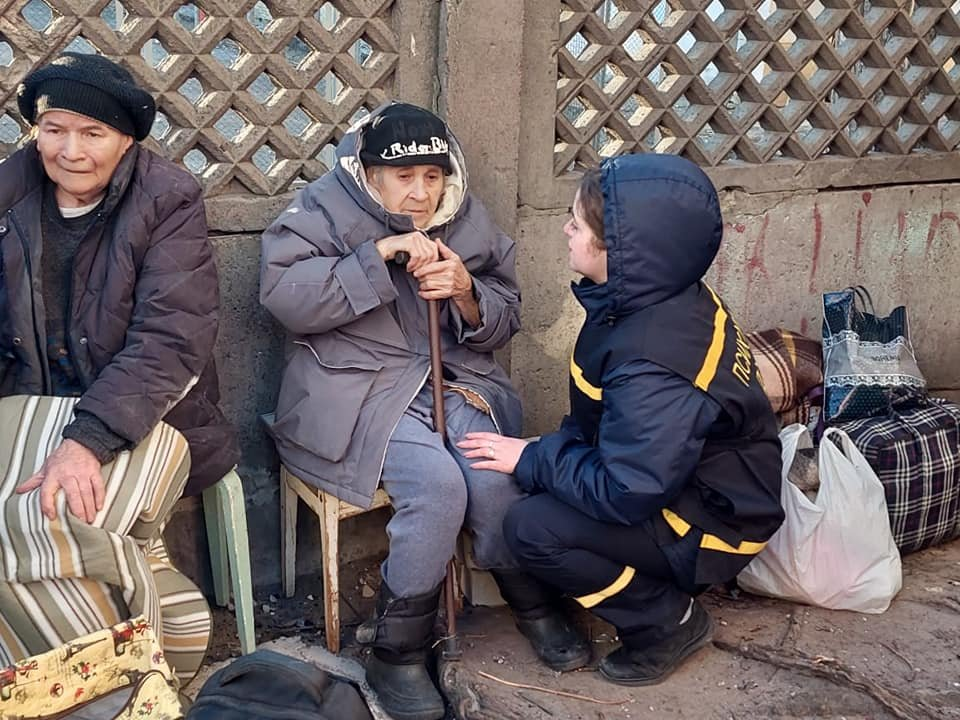
Ukrajinská policistka se dvěma ženami v Kyjevě dne 16. března 2022

Ruská invaze na Ukrajinu, která začala 24. února 2022, ovlivňuje ženy mnoha způsoby. Ženy jsou v této válce také v mnoha rolích aktivní.

První dáma Ukrajiny Olena Zelenská prohlásila: „Náš odpor, stejně jako jako naše budoucí vítězství, má ženskou tvář,“ a ocenila ukrajinské ženy za to, že slouží v armádě, vychovávají své děti v době války a poskytují základní služby.

## Kontext
Od začátku rusko-ukrajinské války v roce 2014 došlo k výraznému zvětšení role žen v ukrajinských ozbrojených silách. Pozice, které bývaly vyhrazeny pouze pro muže, byly nově otevřeny ženám a celkový počet sloužících žen se více než zdvojnásobil. Diskriminace a obtěžování se však v rámci ukrajinské armády nadále řadí mezi významné problémy. Ukrajinské civilistky během války čelí značným nebezpečím a problémům. Romské ženy čelí zvláštní míře diskriminace, často je jim odepírán status vnitřně vysídlených osob a čelí intenzivnímu rasismu.
Ženy a dívky také obecně čelí zvýšenému riziku v důsledku vysídlení a ztráty běžné společenské ochrany. Sexuální násilí bylo a je mnohými používáno jako válečná taktika, mučící nástroj a nástroj politické represe. Podle UN Women více než 70 % žen zažívá v krizové situaci genderově podmíněné násilí a časopis Lancet Medical Journal zjistil, že ženy a dívky postižené ozbrojeným konfliktem jsou vystaveny zvýšenému množství traumatických zážitků.

## Aktivní účastnice konfliktu

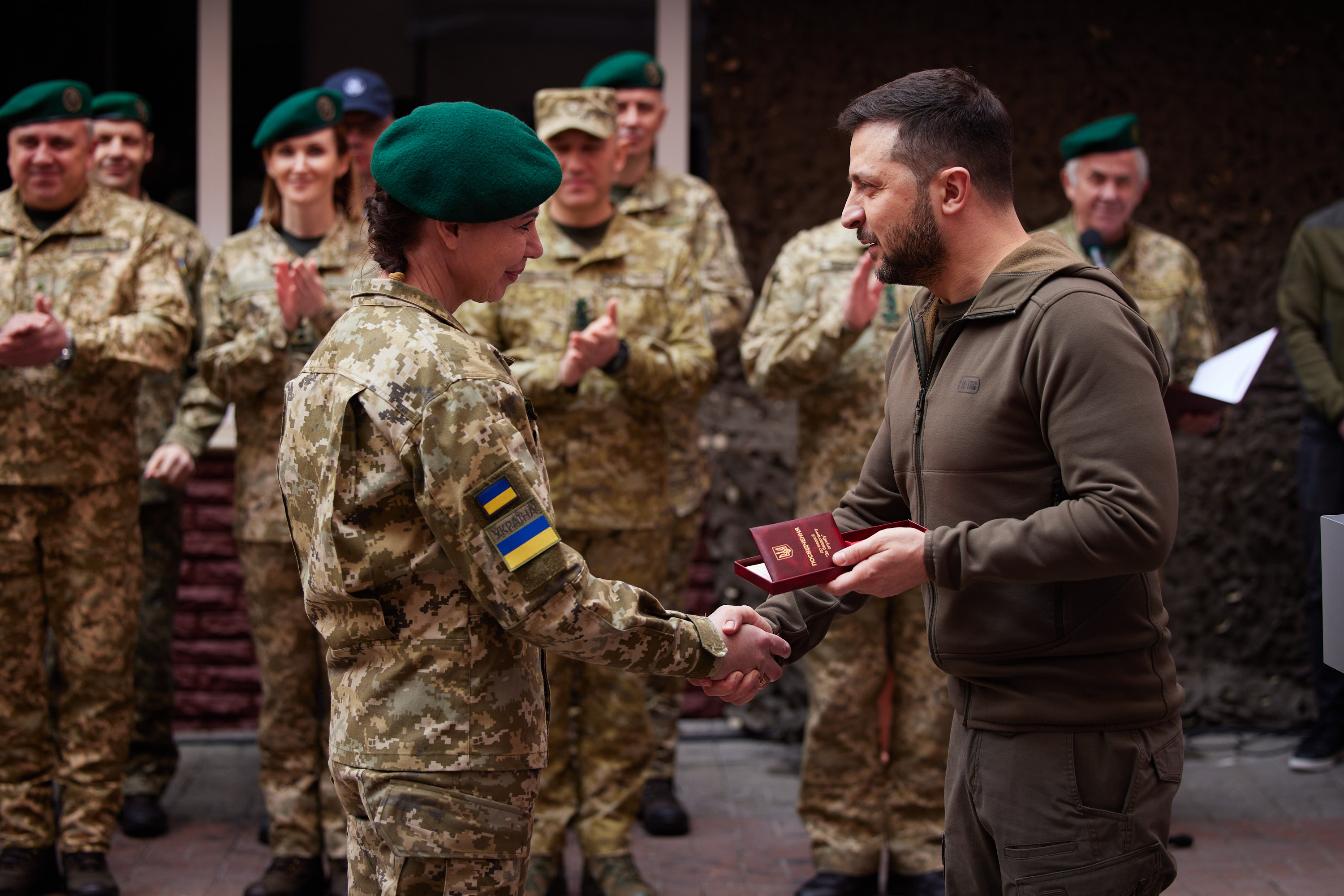
Ukrajinský prezident Volodymyr Zelenskyj se v dubnu 2022 setkal se členkami Státní pohraniční stráže Ukrajiny

### V armádě
Značný počet žen se v reakci na invazi dobrovolně přihlásil do boje za Ukrajinu. Mia Bloom a Sophia Moskalenko z Georgia State University prohlásily: „Ukrajinské ženy se historicky těšily nezávislosti, která v jiných částech světa není běžná“ a že „Ukrajina nabízí jedinečný pohled na role, které mohou ženy zastávat při obraně národa a jako vůdkyně." Ukrajinky sloužily v ozbrojených silách od první světové války, ale jako válečné veteránky s plnými vojenskými penzemi nebyly uznány až do ruské invaze na východní Ukrajinu v roce 2014. Na základě zveřejněných statistik v letech 2019 a 2020 asi 22,8 % ukrajinské armády tvořily ženy a asi 15,5 % z nich byly vojákyně.
V týdnu před invazí separatistické regiony Doněcké lidové republiky a Luhanské lidové republiky zakázaly mužům ve věku od 18 do 55 let opustit regiony, aby zajistily, že zůstanou k dispozici pro odvod do armády. Po začátku invaze ukrajinská vláda prosadila podobný příkaz u mužů ve věku mezi 18 a 60 lety Tyto zákony vyvolaly významnou diskusi, částečně kvůli jejich genderové povaze. Kvůli počátečnímu velkému přílivu dobrovolníků však mnoho z nich nebylo povoláno k odvodu a ženské dobrovolnice byly odmítnuty. Jedna žena novinářům sdělila, že jí to bylo řečeno; „Dobře, budete na seznamu. Ale nyní máme příliš mnoho lidí, což způsobuje, že mnoho žen, které chtějí sloužit, zůstává a pracuje v podpůrných oblastech. Některé Ukrajinky se také vrátily do země, aby se přihlásily do ozbrojených sil nebo pomohly ostatním s evakuací poté, co ji opustily jako uprchlice nebo žily v zahraničí.
Během invaze se Ljubov Plaksjuk stala první ženou, která velela dělostřelecké divizi v ukrajinské armádě. Tetjana Chubar, velitelka dělostřelecké čety, se stala známou na internetu poté, co se video z jejích bojů během obléhání Černihivu stalo virálním. Nejméně jedna žena v armádě se stala národní hrdinkou – nejmenovaná odstřelovačka, která se údajně přidala k ukrajinské námořní pěchotě v roce 2017 a bojovala v Doněcku a Luhansku pod volacím znakem Charcoal, než v lednu 2021 odešla do výslužby. Údajně znovu narukovala těsně před invazí v roce 2021 a byla přirovnávána k ukrajinské odstřelovačce z druhé světové války Ljudmile Pavličenkové. Další odstřelovačka, Olen Bilozerská, novinářům řekla, že taktika, kterou používají Rusové, je podobná první světové válce, že ruští vojáci jsou používáni jako potrava pro děla a že ze strany seržantů a nižších důstojníků v ruských silách na Ukrajině panuje naprostý nedostatek iniciativy.

### Kurzy sebeobrany
V únoru 2022 před invazí začalo mnoho žen ve městech sousedících s Ruskem absolvovat kurzy sebeobrany a používání zbraní v rámci přípravy na potenciální invazi. Agentura Reuters citovala ženu z Charkova, která uvedla: „Nyní je čas chránit svou zemi, svůj dům a svou rodinu.“ Další žena z kurzu uvedla, že ji nepřekvapilo, že většinu účastníků tvoří ženy, protože věří, že je to pro dívky vhodné, a že na pohlaví v této situaci nezáleží. Když město Ivano-Frankivsk v březnu 2022 začalo nabízet lekce zacházení se střelnými zbraněmi civilistům, přihlásily se tisíce žen motivovaných sebeobranou v reakci na svědectví sexuálního násilí ve válce.

### Novinářky
Ženy hrají v invazi významnou roli jako novinářky. Lynn Elberová z Associated Press uvedla, že „přítomnost zpravodajek na Ukrajině je stojí proti kontextu tradičních rolí a očekávání“, ale jejich přítomnost „změnila povahu válečného zpravodajství. Pokrývají válečnou taktiku, ale dávají stejný prostor obětem.“ Ženské novinářky čelily během invaze specifickým potížím. Foreign Policy uvedla, že ženy tvoří asi 23 % „celkových expertů, protagonistů nebo zdrojů“ ve zpravodajských článcích o invazi. Další pokrytí války a diskusi o ní poskytují ukrajinské novinářky žijící v zahraničí, kde přispívají bojem proti ruské propagandě a pomáhají přinášet pomoc a povědomí o situaci.
Ke 23. březnu 2022 bylo potvrzeno úmrtí u pěti novinářů. Dvě z obětí byly ženského pohlaví: Oleksandra Kuvšynová a Oksana Baulinaová.

## Civilistky

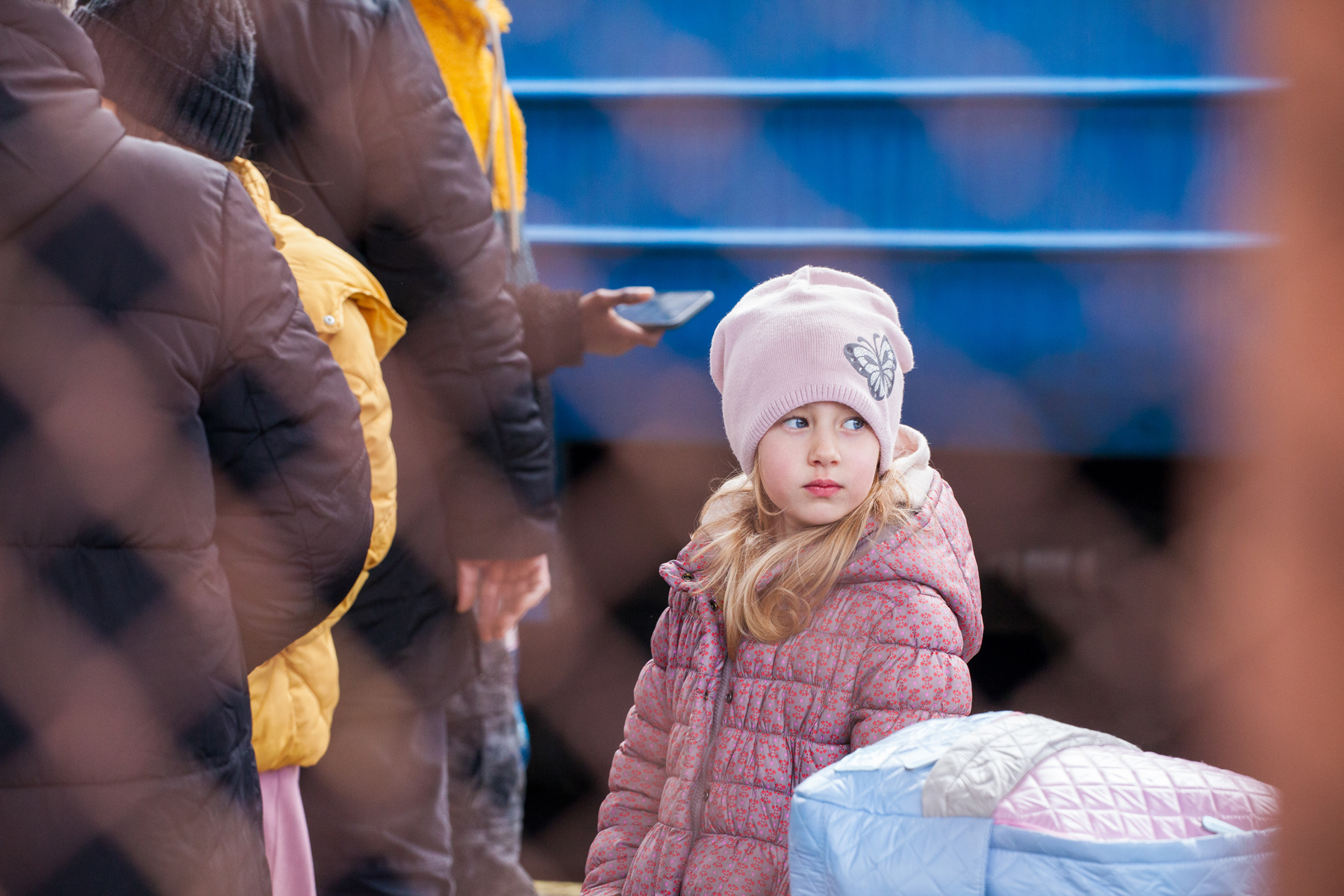
Mladá uprchlice na vlakovém nádraží Przemyśl v Polsku

### Vliv na reprodukční zdravotní péči
Reprodukční zdravotní péče, včetně těhotenské péče, na Ukrajině čelí kvůli invazi významnému narušení. Mezinárodní federace pro lidská práva uvedla, že invaze „má vážný dopad na ženy, dívky a marginalizované obyvatelstvo na Ukrajině a ohrožuje jejich sexuální a reprodukční zdraví a práva“. Caroline Nokesová, předsedkyně výboru pro ženy a rovnost britského parlamentu, řekla, že „ženy unikající před válkou ztratily přístup k zásadní zdravotní péči. Těhotné a kojící ženy často nemají přístup k životně důležitým prenatálním a postnatálním službám nebo nemají přístup na místa pro bezpečný porod.“ Mnoho prenatálních klinik v Charkově i ve Lvově hlásilo nárůst počtu předčasných porodů, přičemž tyto počty se zdvojnásobily nebo ztrojnásobily kvůli zvýšenému stresu a zdravotním problémům způsobenými invazí. Na klinice v Charkově byl údajně v březnu 2022 každý druhý porod předčasný, což je trojnásobek běžného počtu, který byl již tak vysoký, protože poskytovali péči ženám z Doněcku a Luhansku.
Komerční surogátní neboli náhradní mateřství je na Ukrajině legální, přičemž se odhaduje, že se ročně narodí 2 000 dětí určených rodičům ze zahraničí. Mnohé ženy to považují za lukrativní příležitost, protože odměna za náhradní mateřství může být vyšší, než je průměrný roční plat v zemi. Kvůli válce však mají náhradní matky na Ukrajině značné problémy. Některé společnosti zprostředkovávající náhradní mateřství postavily pro matky a jejich děti bunkry, zatímco jiné umožnily matkám uniknout ze země, ale povolaly je zpět pro účel porodu nebo jim vyhrožovaly až 15 lety vězení, pokud z Ukrajiny uprchnou. Další problémy nastávají, když si noví rodiče ze zahraničí přijedou vyzvednout své děti, a to kvůli nedostatku dokumentace, který způsobuje, že mnoho dětí, které porodily náhradní matky, nemůže legálně opustit zemi.

### LGBT ženy
Transgender a nebinární lidé čelili na Ukrajině diskriminaci už před válkou a nyní jí čelí i v jejím důsledku. V průběhu let před invazí došlo v zemi k nárůstu homofobních a transfobních zločinů z nenávisti, v roce 2020 bylo zdokumentováno 80 případů.
U velké většiny trans jedinců na Ukrajině je pohlaví přiřazené při narození uvedeno v jejich oficiálních průkazech totožnosti, což způsobuje, že v souladu s příkazem prezidenta Zelenského, aby všichni muži bojovali, trans ženám není umožněno opustit zemi. Trans muži musí získat „modrou knížku“, pokud chtějí být osvobozeni od armády. Trans ženy, které se pokusily opustit Ukrajinu, byly nuceny svléknout se, byly podrobeny fyzickým prohlídkám stráží na kontrolních stanovištích a následně jim bylo zabráněno odejít jako uprchlice. Transgender lidem bylo v některých případech doporučeno, aby nenosili průkaz totožnosti, aby se vyhnuli cílenému obtěžování při pokusu opustit Ukrajinu. Někteří trans lidé, kteří uvízli na Ukrajině, uvedli, že nárůst dostupných zbraní v důsledku invaze vedl k nárůstu pohrůžkám násilí proti trans lidem.

### Uprchlice

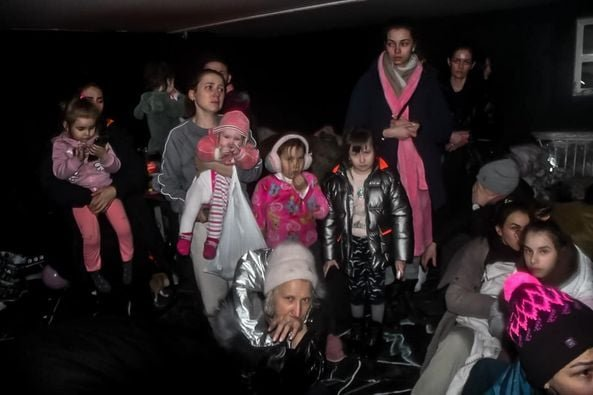
Civilistky v Mariupolu, 12. března 2022

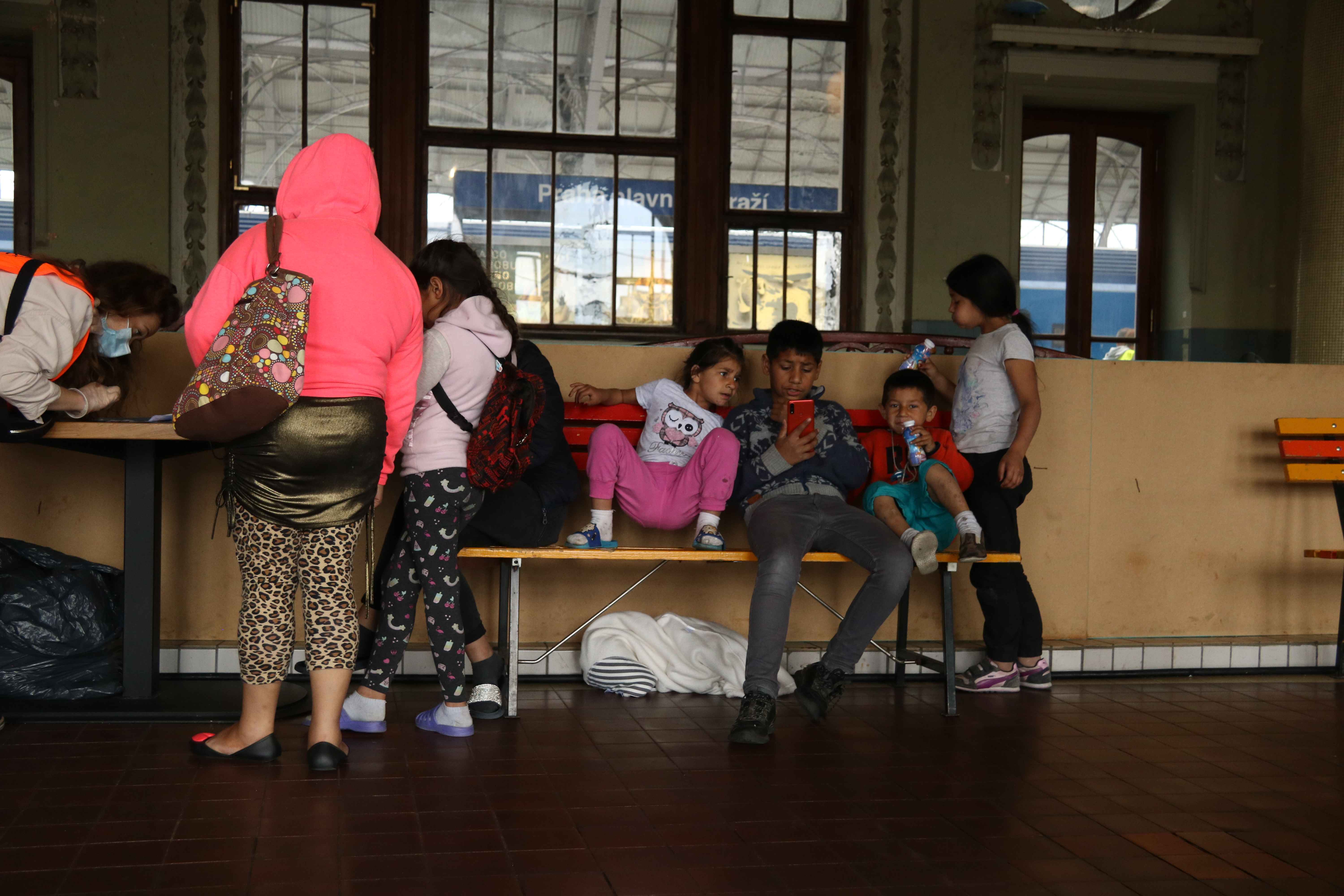
Uprchlíci v Praze v České republice

Ženy tvoří velkou většinu válečných uprchlíků. Muži ve věku od 18 do 60 let mají zakázáno opustit zemi. Julia Grisová, jediná rabínka na Ukrajině, byla nucena opustit zemi kvůli invazi. Část uprchlíků tvořily také děti bez doprovodu a nejednotná registrace v pohraničních oblastech vyústila v to, že místo pobytu mnoha dětí je nezdokumentované nebo nevysledovatelné.
Uprchlice čelí také diskriminaci a násilí mimo Ukrajinu. Dne 22. března Amnesty International uvedla, že „obzvláště znepokojivé jsou nové zprávy o genderově podmíněném násilí na ženách a dívkách“, některé polské lidskoprávní skupiny uvedly, že „v Lublinu pozorovaly muže, jak se agresivně přibližují k ženám, které přicházejí z Ukrajiny a nabízí jim dopravu a ubytování.“ Program OSN pro uprchlíky také vyjádřil obavy ohledně programu Spojeného království Homes for Ukraine, který nijak nelimituje hostitele pro uprchlíky, a uvedl, že by bylo lepší, aby samotné ženy a ženy s dětmi nebyly propojeny se svobodnými muži. Příčinou byly případy, kdy ženy nahlašovaly ponižující komentáře, násilí a explicitní obrázky, které jim přicházely od mužů ve facebookových skupinách sloužících k propojování hostitelů a uprchlíků. Jedna uprchlice, která uprchla se svými dětmi do Rumunska, řekla novinářům, že se ji falešní dobrovolníci pokoušeli přinutit, aby s nimi a dalšími ženami cestovala do Švýcarska, a odmítli prokázat svou totožnost. Protipotratová hnutí v Polsku se se svou propagandou zaměřila na příchozí uprchlice.

## Válečné zločiny a násilí na ženách

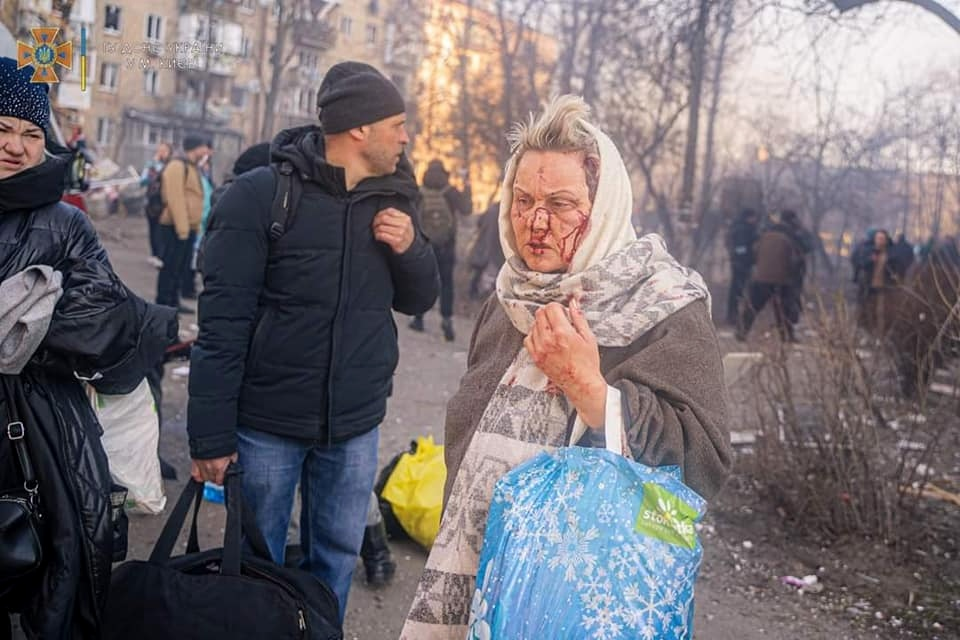
Žena se zraněním obličeje poté, co ruské síly zaútočily na bytový dům v Kyjevě

Sexuální násilí ze strany ruských sil bylo na Ukrajině i v jiných konfliktech viděno již dříve. Podle Souboru údajů o sexuálním násilí v ozbrojených konfliktech byly ruské jednotky obviněny ze sexuálního násilí ve třech ze sedmi let konfliktu od roku 2014 na východní Ukrajině, přičemž většina zpráv pocházela od osob ve vazbě. Zpráva ministerstva zahraničí USA o praktikách v oblasti lidských práv na Ukrajině z roku 2020 dokumentuje bití a zranění elektrickým proudem v oblasti genitálií, znásilnění, hrozby znásilněním, nucení k nahotě a hrozby znásilněním členům rodiny ze strany ruských sil jako prostředky mučení a trestu. Amnesty International také nahlásila případy skupinového znásilnění a znásilnění dospělých a dětí obou pohlaví ruskými jednotkami v Čečensku na počátku 21. století.
Ženy jsou při invazi terčem sexuálního násilí. Ukrajinské poslankyně Lesja Vasylenková, Alona Škrumová, Maria Mezentsevová a Olena Chomenková uvedly, že většina starších žen v Rusy okupovaných městech „byla popravena nebo si vzala život poté, co byly znásilněny“. Kvůli omezené komunikaci s oblastmi pod ruskou kontrolou nebo spornými oblastmi zasaženými těžkými boji je obtížné sledovat přesný počet případů sexuálního a nebo včasná reakce na ně. Ředitelka charitativní organizace podporující oběti obchodování s lidmi, domácího násilí a sexuálního násilí La Strada Ukrajina uvedla, že jejich tísňová linka zaznamenala několik volání o pomoc od žen a dívek, ale kvůli bojům jim nemůže fyzicky pomoci. Všechny zprávy o skupinových znásilněních, sexuálních napadeních se zbraní v ruce a sexuálnímu násilí před očima dětí byly nahlášeny ukrajinským a mezinárodním úřadům, pracovníkům donucovacích orgánů a médiím, když se ruské jednotky stáhly. Vesničanky z Berestyanky byly telefonicky varovány komunitami z nedalekých okupovaných území, aby snížily svou atraktivitu odstraněním šperků, nošením šátků a oblečení, ve kterém budou vypadat jako staré ženy.
Po zahájení prvního oficiálního vyšetřování nahlášeného sexuální násilí ze strany ruských vojáků při invazi zveřejnily londýnské The Times 28. března 2022 zprávu o ženě, která vypověděla, že její manžel byl zabit a ona znásilněna ruskými vojáky 9. března 2022 ve vesnici Ševčenkove. Městská rada města Mariupolu tvrdila, že ruské síly násilně deportovaly několik tisíc ukrajinských žen a dětí z Mariupolu do Ruska. Sexuální násilí na ženách během války podle výpovědí páchají i ukrajinští muži. Muž ze Sil územní obrany Ukrajiny byl zatčen ve Vinnycii poté, co se údajně pokusil znásilnit učitelku, která se snažila z oblasti uprchnout.